# Zum verklärten Christus (Bad Driburg)

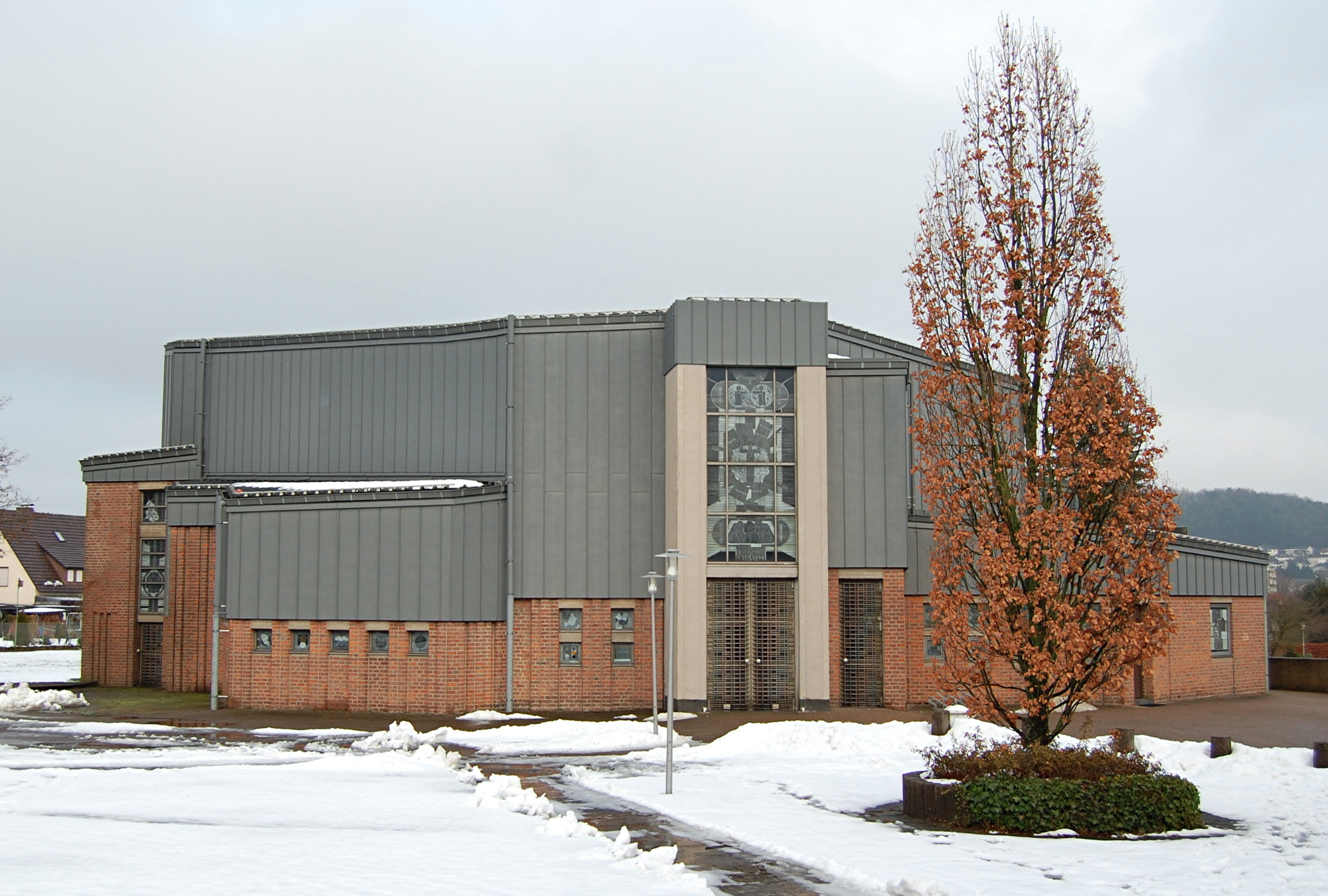
Pfarrkirche zum verklärten Christus

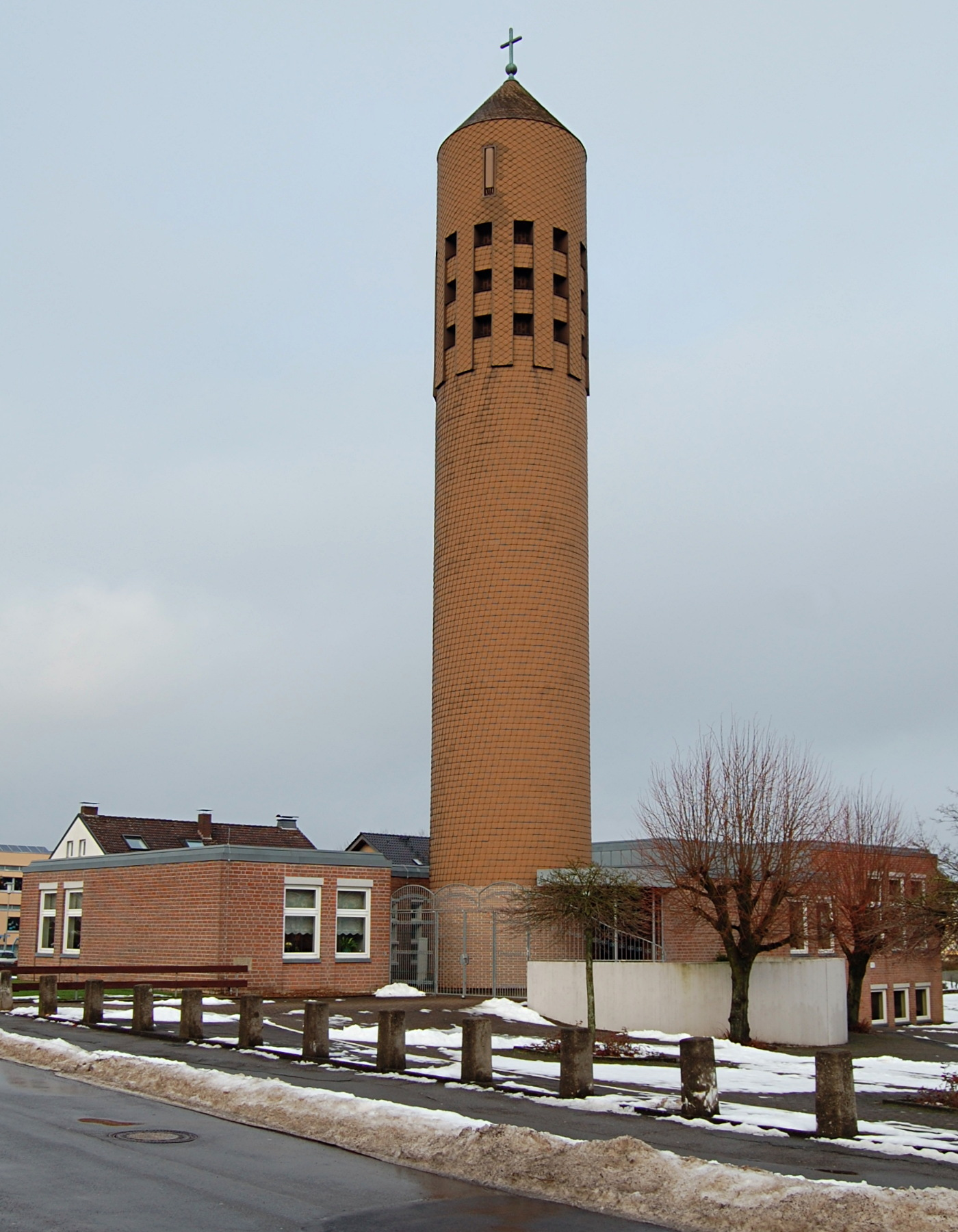
Turmansicht

Die römisch-katholische Pfarrkirche zum verklärten Christus ist ein ortsbildprägendes Kirchengebäude in Bad Driburg im Kreis Höxter (Nordrhein-Westfalen).

## Geschichte und Architektur
Die Pfarrvikarie wurde im August 1981 zur Pfarrei erhoben und gehört seit 2003
zum Pastoralverband Bad Driburg Süd. Im Süden, vor der Stadt, wurden 1938 20 Siedlungshäuser mit etwa 100 Bewohnern gebaut. Nach dem Zweiten Weltkrieg wurde 1947 das Siedlungsgebiet Südstadt stark erweitert. Ein Kirchenneubau wurde erforderlich. Die Kirche entstand in einem wenig differenzierten Umfeld, in dem kleinteilige Wohnbebauung überwog.
Die Anlage, bestehend aus Kirche, Kindergarten und Pfarrhaus, wurde von 1966 bis 1968 nach Plänen des Architekten Hans Haas errichtet. Der Planung war ein Architekturwettbewerb vorausgegangen. Kirche, Kirchturm Turm und Nebengebäude sind in zwei langen Zeilen, in eingeschossiger Bauweise, angelegt. Der Grundstein wurde am 16. Juli 1967 gelegt, die Gebäude wurden im Juli 1968 fertiggestellt. Die Benediktion erfolgte im August 1968, die Kirche wurde am 5. Oktober 1968 durch Lorenz Kardinal Jaeger konsekriert. Der Grundriss der Kirche ist fächerförmig und erinnert an eine kristalline Form. Die Außenwände sind in rotem Ziegel gemauert und teilweise mit Zinkblech verkleidet. Von den kleinen Fenstern ausgehend, verlaufen Nischen nach unten. Durch weitere Vertiefungen und Nuten wirkt das Gebäude plastisch. Im Innenraum führt der Fußboden mit leichter Neigung zum geräumigen Altarraum, der um zwei Stufen erhöht ist, gleichzeitig hat die Decke eine leichte Steigung. Rundpfeiler und Unterzüge aus Beton dienen als Gestaltungselemente. Sie trennen die seitlichen Kapellen vom Hauptraum. Die rechteckige Taufkapelle ist durch einen Nebeneingang separat begehbar und von der Altarzone durch Säulen abgeteilt. Die Kreuzwegkapelle schließt sich an die Taufkapelle an. Die Deckenbemalung wurde nach Entwürfen von Hans Haas ausgeführt. Eine umfangreiche Renovierung des Gebäudes wurde 1998 abgeschlossen.
Der runde Turm wurde nachträglich mit Kunstschiefer verkleidet. Er steht in einer Nische, die im Pfarrheim ausgespart wurde. Seine schlanke Zylinderform dominiert die Umgebung und den Straßenraum. Bei der Renovierung im Oktober 1982 wurde ihm ein mit einem Kreuz bekrönter Helm aufgesetzt.

## Ausstattung
- Der Altar ist nach dem Motiv der noch oben geöffneten Hände gestaltet. Er wurde, wie die Tabernakelstele und der Ambo nach Entwürfen des Architekten Haas in dunklem Stein angefertigt. Sie bilden einen starken Kontrast zum hellen Fußboden und dem roten Mauerwerk.
- Das Hängekreuz wurde 1978 von Josef Baron angefertigt.

### Fenster
Die Wände sind durch insgesamt 109 Fenster gegliedert. Sie wurden 1968 nach Entwürfen des Glasmalers Franz Pauli durch die Glasmalereifirma Oidtmann in Linnich geschaffen. Es wurde Antikglas unter teilweisem Einsatz von Schwarzlotmalerei verwendet. Die Fenster haben, bis auf zwei, eine Größe von 48 × 48 cm. Das Fenster über dem Hauptportal ist 2,18 × 4,70 m, das über der Taufkapelle 1,05 × 3,45 m groß. Die Glasmalerei Peters aus Paderborn restaurierte die Fenster 1998.

### Orgel
Die Orgel wurde von dem Orgelbauer Simon (Borgentreich) erbaut und im November 1987 eingeweiht. Das Schleifladen-Instrument hat 29 Register auf zwei Manualen und Pedal. Die Spieltrakturen sind mechanisch, die Registertrakturen sind elektrisch.
| I Hauptwerk C–g3 |                 |       |
| 1.               | Quintade        | 16′   |
| 2.               | Prinzipal       | 8′    |
| 3.               | Rohrflöte       | 8′    |
| 4.               | Oktave          | 4′    |
| 5.               | Spitzgedackt    | 4′    |
| 6.               | Quinte          | 2 ⁄3′ |
| 7.               | Oktave          | 2′    |
| 8.               | Waldflöte       | 2′    |
| 9.               | Großmixtur III  |       |
| 10.              | Kleinmixtur III |       |
| 11.              | Trompete        | 8′    |

| II Schwellwerk C–g3 |                |       |
| 12.                 | Holzgedackt    | 8′    |
| 13.                 | Salicional     | 8′    |
| 14.                 | Prinzipal      | 4′    |
| 15.                 | Blockflöte     | 4′    |
| 16.                 | Sesquialter II | 2 ⁄3′ |
| 17.                 | Schwiegel      | 2′    |
| 18.                 | Quinte         | 1 ⁄3′ |
| 19.                 | Scharff IV     |       |
| 20.                 | Dulzian        | 16′   |
| 21.                 | Rohrschalmey   | 8′    |
|                     | Tremulant      |       |

| Pedalwerk C–f1 |                |     |
| 22.            | Subbass        | 16′ |
| 23.            | Prinzipalbass  | 8′  |
| 24.            | Pommer         | 8′  |
| 25.            | Choralbass     | 4′  |
| 26.            | Nachthorn      | 2′  |
| 27.            | Hintersatz III |     |
| 28.            | Posaune        | 16′ |
| 29.            | Clarine        | 4′  |

### Glocken
Die vier Glocken wurden vom Bochumer Verein gegossen und am 17. Dezember 1967 eingeweiht.
| Nr. | Name     | Gewicht (kg) | Durchmesser (cm) | Schlagton |
| --- | -------- | ------------ | ---------------- | --------- |
| 1.  | Petrus   | 827          | 128,5            | f1        |
| 2.  | Paulus   | 531          | 111              | g1        |
| 3.  | Maria    | 458          | 104,5            | a1        |
| 4.  | Liborius | 260          | 87,0             | c2        |